# João da Rocha Lemos
 João da Rocha Lemos  (Fontinhas, Praia da Vitória, Ilha Terceira, Açores, Portugal, 10 de Junho de  1871  — ?) foi um farmacêutico português, formado pela escola do Porto em 1893. Exerceu a sua actividade em Angra do Heroísmo.

## Relações Familiares
Foi filho de Luís da rocha Lemos e de Mariana Júlia Ferreira da Silva, casou em 30 de Abril de 1906 com D. Elvira da Silva, nascida em 20 de Outubro de 1872.